# Witzischkeit kennt keine Grenzen
Witzischkeit kennt keine Grenzen ist ein Titelsong aus dem 1993 veröffentlichten Film Kein Pardon, gesungen von Hape Kerkeling und Heinz Schenk.

## Hintergrund und Veröffentlichung
Der Song wurde von Achim Hagemann und Hape Kerkeling komponiert und getextet.
Er ist im Januar 1993 erstmalig auf dem Soundtrack Album Hape Kerkeling – Kein Pardon - Mit allen Songs aus dem Film und weiteren Mörderhits... erschienen und anschließend auch als CD-Single, welche den Song zudem als Schnittchen Mix und kürzere Overtüre enthält, veröffentlicht worden.
Seit 2011 findet der Song auch im Musical Kein Pardon von Hape Kerkeling und Thomas Hermanns Einsatz.
Der Titel wurde in den folgenden Jahren zu einem der bekanntesten Hits von Hape Kerkeling.
2014 strahlte der NDR einen gleichnamigen 90-minütigen Dokumentarfilm über das Leben und die Karriere von Kerkeling aus.